# Clara Isabel Francia
Clara Isabel Francia Somalo (Logroño, 25 de abril de 1940) es una periodista española.

## Trayectoria
Desarrolló casi toda su carrera profesional en RTVE, tanto como presentadora en una primera etapa, como directora y realizadora en sus últimos años profesionales.
Estudió Filosofía y Letras y debutó en la cadena pública en 1962, en el programa infantil Escuela TV. En 1965 ingresó en la plantilla de locutoras fijas de TVE. Durante la década de los 60 y primeros años 70, pasó por distintos programas de variedades, compartiendo plató con profesionales de la casa como José Luis Uribarri o Juan Antonio Fernández Abajo.
Posteriormente, se incorporó a los servicios informativos, presentando el Telediario en la época de la Transición junto a Ladislao Azcona.
Entre 1982 y 1983 dirigió La 2 de Televisión Española, cargo del que terminó dimitiendo por una controversia con el periodista de la cadena José Luis Balbín. Posteriormente, fue nombrada directora de Radiocadena Española en 1986, con Eduardo García Matilla como adjunto. Durante su gestión se actualizó la imagen y la plantilla técnica y profesional de las principales emisoras de la cadena.
También trabajó en la dirección de programas como Letra pequeña (1984-1986), espacio literario presentado por Isabel Tenaille, Cuestión capital (1994), Modelo para armar (1997), sobre salidas profesionales o Al habla (1998), sobre el correcto uso del idioma.

## Programas que presentó
- Escuela TV (1962-1963).
- Sábado 65 (1965).
- Fin de semana (1965-1969).
- TVE es noticia (1966).
- Buenas tardes (1970).
- De la A a la Z (1972).
- Siempre en domingo (1972).
- Tarde para todos (1972).
- Tele-Revista (1974).
- Cultural informativo (1975).
- Telediario (1975-1977).
- Los espectáculos (1978).